# Gamzigrad
Gamzigrad (en serbe cyrillique : Гамзиград) est un village de Serbie situé sur le territoire de la ville de Zaječar, district de Zaječar. Au recensement de 2011, il comptait 680 habitants.
À proximité de Gamzigrad se trouve le site romain de Romuliana ou Felix Romuliana, un castrum où est né et a été enterré l'empereur Galère (vers 250-311). Le site a été inscrit en 2007 sur la liste du patrimoine mondial de l'UNESCO.

## Histoire

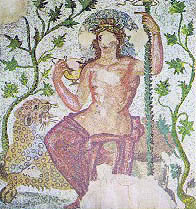
Mosaïque du palais de Galère

Après les conquêtes de l'empereur Trajan en 107, une province de Dacie avait été créée, mais elle fut perdue sous Gallien, en 268. L'empereur Aurélien transféra les légions sur la rive sud du Danube et réorganisa la région en créant la province de Dacia Ripensis (la « Dacie de la rive »), avec comme capitale Achar. 
Le castrum de Romuliana fit partie de cette nouvelle province. Il fut appelé Romuliana ou Felix Romuliana en l'honneur de la mère de l'empereur Galère, Romula. Située au carrefour de plusieurs voies romaines, elle devint un des centres administratifs de la province et elle gérait l'or provenant des mines de la région. 
Romuliana connut son heure de gloire sous le règne de l'empereur Galère, qui, Dace par sa mère, y prépara sa résidence de retraite, sur le modèle de ce que Dioclétien avait réalisé à Spalato (Split) ; il y fit construire une villa fortifiée. À sa mort, il s'y fit enterrer.
Localité encore importante sous l'Empire byzantin, Romuliana fut détruite par les Avars au VIe siècle.

## Le site
Des fortifications de Romuliana, il reste aujourd'hui la porte d’entrée occidentale et les principales enceintes. 
Les archéologues ont mis au jour de nombreux objets datant de l'époque romaine : bijoux, armes, pièces de monnaie. Les pièces de monnaie, notamment, aident à dater les lieux.
Mais il subsiste surtout d'intéressants vestiges : des  basiliques, des temples, des thermes et un tétrapylon. Dans le palais construit par Galère, on peut signaler un bel ensemble de colonnes et de mosaïques ; l'une de ces mosaïques représente Adonis, d'autres montrent des scènes de chasse. Le marbre et le porphyre ont été employés sur le site, attestant du faste de la demeure impériale.
Sur la colline de Magura, tout près du palais, un mémorial a été retrouvé, abritant deux tombes et deux tumuli, ceux de l'empereur Galère et de sa mère Romula (morte entre 303 et 305).
L'UNESCO souligne la valeur de l'ensemble : « Le site offre un témoignage unique de la construction romaine traditionnelle façonnée par le programme idéologique de la seconde tétrarchie ».

## Démographie

### Évolution historique de la population
| 1948  | 1953  | 1961  | 1971  | 1981  | 1991 | 2002 | 2011 |
| ----- | ----- | ----- | ----- | ----- | ---- | ---- | ---- |
| 1 223 | 1 208 | 1 200 | 1 124 | 1 080 | 961  | 945  | 680  |

|  |